# Спента Армаити
Спента Армаити (авест.   𐬯𐬞𐬆𐬧𐬙𐬀 𐬁𐬭𐬨𐬀𐬌𐬙𐬌 (spəṇta ārmaiti «Святая Преданность»)) — божество в зороастризме, одна из Амеша Спента — семи божественных проявлений Мудрости. В то время как древнейшие источники представляют Амеша Спента как абстрактные сущности, в более поздних источниках Спента Армаити олицетворяется как женское божество с коннотациями гармонии и преданности.
Спента Армаити известна в более поздних иранских языках как Spandarmad (в среднеперсидском) и Isfandārmaḏ (в современном персидском).
Иногда Армаити упоминается с другим зороастрийским божеством, связанным с землёй — Зам («земля»), образуя составное божество Зам-Армаити или Зам-Арматай.
Как и любой другой член священной семёрки, Армаити имеет тесную связь с Ахура Маздой, метафорически описанную Зороастром как связь дочери и отца.
Она связана с землёй, и священная литература описывает ее роль как персонажа Матери-Природы. Таким образом, она связана с плодородием и земледельцами.
Она также связана с мёртвыми и подземным миром.
В зороастрийском календаре она связана с двенадцатым месяцем (перс. سپندارمذ‎ Spendārmad) и пятым днём месяца. Пятый день двенадцатого месяца, следовательно, является её святым днем, Sepandārmazgān. Иранские влюблённые дарят друг другу подарки в этот день.
Учёные утверждают, что Армаити эквивалентна персонажу Ригведы по имени Арамати.
Её имя было заимствовано в армянскую мифологию как Спандарамет (арм. Սանդարամետ).